# 90

## Decese
- dată necunoscută: Papa Anaclet  (n. 25)
- dată necunoscută: Dioscoride  (n. 40)